# Heodes emarginata
Heodes emarginata är en fjärilsart som beskrevs av Warnecke 1942. Heodes emarginata ingår i släktet Heodes och familjen juvelvingar. Inga underarter finns listade i Catalogue of Life.